# واگوو (شهرستان شویبوجن)
واگوو (به لاتین: Łagów) یک روستا در لهستان است که در گمینا واگوو (استان لوبوسکی) واقع شده‌است. واگوو ۱٬۶۰۰ نفر جمعیت دارد.